# Superliga de Suiza 2005-06
La Superliga de Suiza 2005-06 fue la 109.ª temporada de la máxima categoría del fútbol suizo.

## Tabla de posiciones
|     | Equipos                 | PJ | PG | PE | PP | GF | GC | Dif | Pts |
| --- | ----------------------- | -- | -- | -- | -- | -- | -- | --- | --- |
| 1.  | FC Zürich               | 36 | 23 | 9  | 4  | 86 | 36 | +50 | 78  |
| 2.  | FC Basel                | 36 | 23 | 9  | 4  | 87 | 42 | +45 | 78  |
| 3.  | BSC Young Boys          | 36 | 17 | 11 | 8  | 60 | 46 | +14 | 62  |
| 4.  | Grasshopper Club Zürich | 36 | 14 | 13 | 9  | 44 | 33 | +11 | 55  |
| 5.  | FC Thun                 | 36 | 14 | 7  | 15 | 50 | 53 | -3  | 49  |
| 6.  | FC St. Gallen           | 36 | 11 | 7  | 18 | 51 | 56 | -5  | 40  |
| 7.  | FC Aarau                | 36 | 8  | 11 | 17 | 29 | 63 | -34 | 35  |
| 8.  | FC Schaffhausen         | 36 | 7  | 12 | 17 | 32 | 55 | -23 | 33  |
| 9.  | Neuchâtel Xamax         | 36 | 9  | 6  | 21 | 41 | 70 | -29 | 33  |
| 10. | Yverdon-Sport FC        | 36 | 9  | 5  | 22 | 38 | 64 | -26 | 32  |

|  | Liga de Campeones de la UEFA 2006-07 |
|  | Copa de la UEFA 2006-07              |
|  | Copa Intertoto de la UEFA 2006       |
|  | Play-off de descenso                 |
|  | Descenso a la Challenge League       |

### Play-off de descenso
| 18 de mayo de 2006 | Sion | 0–0 | Neuchâtel Xamax |  |  |

| 21 de mayo de 2006 | Neuchâtel Xamax | 0–3 | Sion |  |  |

Sion asciende a la Superliga por un global de 3-0.

## Goleadores
| # | Jugador           | Club             | Goles |
| - | ----------------- | ---------------- | ----- |
| 1 | Alhassane Keita   | FC Zürich        | 20    |
| 2 | Matías Delgado    | Basel            | 18    |
| 2 | Daniel João Paulo | Young Boys       | 18    |
| 4 | Mladen Petrić     | Basel            | 14    |
| 4 | Raffael           | FC Zürich        | 14    |
| 6 | Éric Hassli       | St. Gallen       | 13    |
| 6 | Francisco Aguirre | Yverdon-Sport FC | 13    |